# Jewgenija Jewgenjewna Wolodina
Jewgenija Jewgenjewna Wolodina (russisch Евгения Евгеньевна Володина; * 17. September 1984 in Kasan) ist ein russisches Model.

## Karriere
1998 nahm Wolodina an einem Modelwettbewerb teil, den sie nicht gewann. 2000 wurde sie von einer französischen Agentur unter Vertrag genommen. 2002 wurde sie von Steven Meisel angeblich in einem Café entdeckt. Im selben Jahr war sie erstmals auf dem Cover der italienischen Vogue sowie in einer Kampagne für Gucci zu sehen und eröffnete auch die Modenschau für die Modemarke in Mailand.
Fotos von Wolodina sind bisher in Magazinen wie der Vogue, Elle und Harper’s Bazaar erschienen sowie in Katalogen von Bloomingdale’s, Louis Vuitton, Neiman Marcus und Victoria’s Secret zu sehen. Sie arbeitete für Escada, Bulgari, Bill Blass, Versace, Valentino, Yves Saint Laurent, Zac Posen, Salvatore Ferragamo, Fendi, Gucci, Donna Karan, Chanel, Dolce & Gabbana und Céline.
Wolodina ist das „Gesicht“ für den Duft V von Valentino und hat einen Vertrag mit Yves Saint Laurent. Sie lief auf der Victoria’s Secret Fashion Show 2002, 2003, 2005 und 2007.